# Wilhelm Ahrens
Wilhelm Ahrens (Lübz, 1872. március 3. – Rostock, 1927. május 23.) német matematikus.

## Élete
1890 és 1897 közt Rostockban, Berlinben és Freiburg tanult, Otto Staude tanítványa volt. Egyetemi diplomáját summa cum laude minősítéssel kapta meg. 1895 és 1896 közt az antwerpeni német iskola tanára volt, ezután fél éven át Lipcsében Sophus Lie tanítványa volt. 1897-től a magdeburgi Baugewerkeschule tanára lett, ahonnan 1901-ben a szintén magdeburgi mérnöki iskolába ment. Sophus Lie hatása érezhető Über Transformationsgruppen, deren sämtliche Untergruppen invariant sind című, 1902-ben a Hamburgi Matematikai Társulat egy kiadványában megjelent írásán. 1904-ben újból Rostockba költözött.
Munkássága elsősorban a matematikatörténet, ezen belül a szórakoztató matematika területein jelentős, ez utóbbiról terjedelmes munkát alkotott. Közreműködött az Enzyklopädie der mathematischen Wissenschaften megírásában is. Elődje a híres Jacques Ozanam volt Franciaországban, ahol Édouard Lucas, a számelmélet tudósa a 19. században hasonló könyveket írt, valamint Angliában Henry Dudeney (1857–1930) és Walter William Rouse Ball (1850–1925), a Mathematical recreations and essays (1892) szerzője, valamint az Amerikai Egyesült Államokban Sam Loyd (1841–1901). Utódjának Martin Gardner (1914–2010) és Ian Stewart, a Scientific American matematikarovatának szerkesztője tekinthető. Ahrens nevéhez köthető egy matematikusokról szóló anekdota- és idézetgyűjtemény, valamint számos folyóiratcikk is.

## Munkái
- Mathematische Unterhaltungen und Spiele, Teubner, Lipcse, 1901
- Mathematische Spiele. Ebben: Enzyklopädie der mathematischen Wissenschaften Első kötet, második rész, Teubner, Lipcse, 1902
- Scherz und Ernst in der Mathematik, Teubner, Lipcse, 1904
- Mathematische Spiele, Lipcse, Teubner, 1907
- Gelehrten-Anekdoten. Sack, Berlin-Schöneberg 1911.
- Der große König. Aus Werken und Wirken, Sentenzen und Anekdoten. Sack, Berlin-Schöneberg 1912.
- Mathematiker-Anekdoten, Teubner, Leipzig und Berlin 1916
- Das Theater in der Sonne des Humors. Heitere Bilder aus Bühnenwelt und Bühnengeschichte. Sack, Berlin 1913.
- Altes und Neues aus der Unterhaltungsmathematik, Springer, Berlin 1918

## Fordítás
- Ez a szócikk részben vagy egészben  a   Wilhelm Ahrens című angol Wikipédia-szócikk ezen változatának fordításán alapul.  Az eredeti cikk szerkesztőit annak laptörténete sorolja fel. Ez a jelzés csupán a megfogalmazás eredetét és a szerzői jogokat jelzi, nem szolgál a cikkben szereplő információk forrásmegjelöléseként.